# Casa Alberola
La casa Alberola es un edificio situado en la avenida Ramón y Cajal de la ciudad española de Alicante, frente al parque de Canalejas y en primera línea de mar. Según la documentación, el titular fue Juan Alberola Romero, quien encargó al arquitecto local José Guardiola Picó el proyecto para levantar el edificio.
Si consideramos sus rasgos formales, la concepción global del edificio parece estar planeada sobre la base de un lenguaje neoclásico a través de la elección de motivos ornamentales como molduras, frontones y pilastras que, aunque tratados con una libertad formal que incluso los aproxima al eclecticismo, confieren al inmueble un carácter netamente burgués.
Destaca en la estructura un torreón cilíndrico con una cúpula cubierta de escamas de cerámica vidriada y ventanas de estilo neoárabe.  No obstante, cabe tener en cuenta que en los proyectos de obra estas ventanas de estilo neoárabe no aparecen como tal, sino caracterizadas por un lenguaje más ecléctico en consonancia con el resto del edificio.
Al hecho de que finalmente se optara por dotar al edificio de las ventanas neoárabes pudo contribuir enormemente que desde la Academia de Bellas Artes de San Fernando comenzaran a desarrollarse discursos de talante historiográfico desde la segunda mitad del siglo XIX. En ellos se percibe un marcado interés por al arte medieval, tanto cristiano como musulmán, en un intento de renovar la arquitectura neoclasicista que hasta la fecha había mantenido una hegemonía prácticamente absoluta en el contexto arquitectónico español. En este sentido, el remate neoárabe de la Casa Alberola podría ser entendido como un añadido posterior que buscase aportar novedad al edificio y superar el anclaje a los lenguajes académicos.
En la década de 1960, fue demolido un núcleo de escaleras del edificio, levantándose en su lugar un bloque de viviendas que quedó incrustado en el edificio original.
En 2019, el edificio se ha convertido en parte de los hoteles Hilton Cain: Casa Alberola Alicante, Curio Collection by Hilton.